# Halal Love
Halal Love, també anomenada Halal Love (and Sex), és una pel·lícula internacional del 2015, escrita i dirigida per Assad Fouladkar. La pel·lícula es va estrenar el 13 de desembre de 2015 al Festival Internacional de Cinema de Dubai i, a continuació, es va estrenar internacionalment a la Competició Internacional de Cinema Dramàtic del Festival de Cinema de Sundance de 2016.

## Trama[calcitació]
La pel·lícula explica quatre històries entrellaçades, tràgiques i, de vegades, còmiques, de musulmans, homes i dones, que intenten satisfer els seus desitjos i estimar la vida sense incomplir les normes religioses. Batoul i Mokhtar, acabats de casar, discuteixen constantment i s'amenacen mútuament amb el divorci degut a la gelosia possessiva de Mokhtar. El veïnat esgota Awatah quan intenta trobar una segona esposa per al seu marit, Salim, que satisfaci les seves constants demandes. Les seves precoces filles venen amb la seva pròpia teoria salvatge sobre els ocells i les abelles. Mentrestant, Loubna espera que un divorciat i un dissenyador de moda emergent tinguin una segona oportunitat amb el seu primer amor, el botiguer Abu Ahmad, a través d'un secret escandalós pel que fa al matrimoni.

## Repartiment

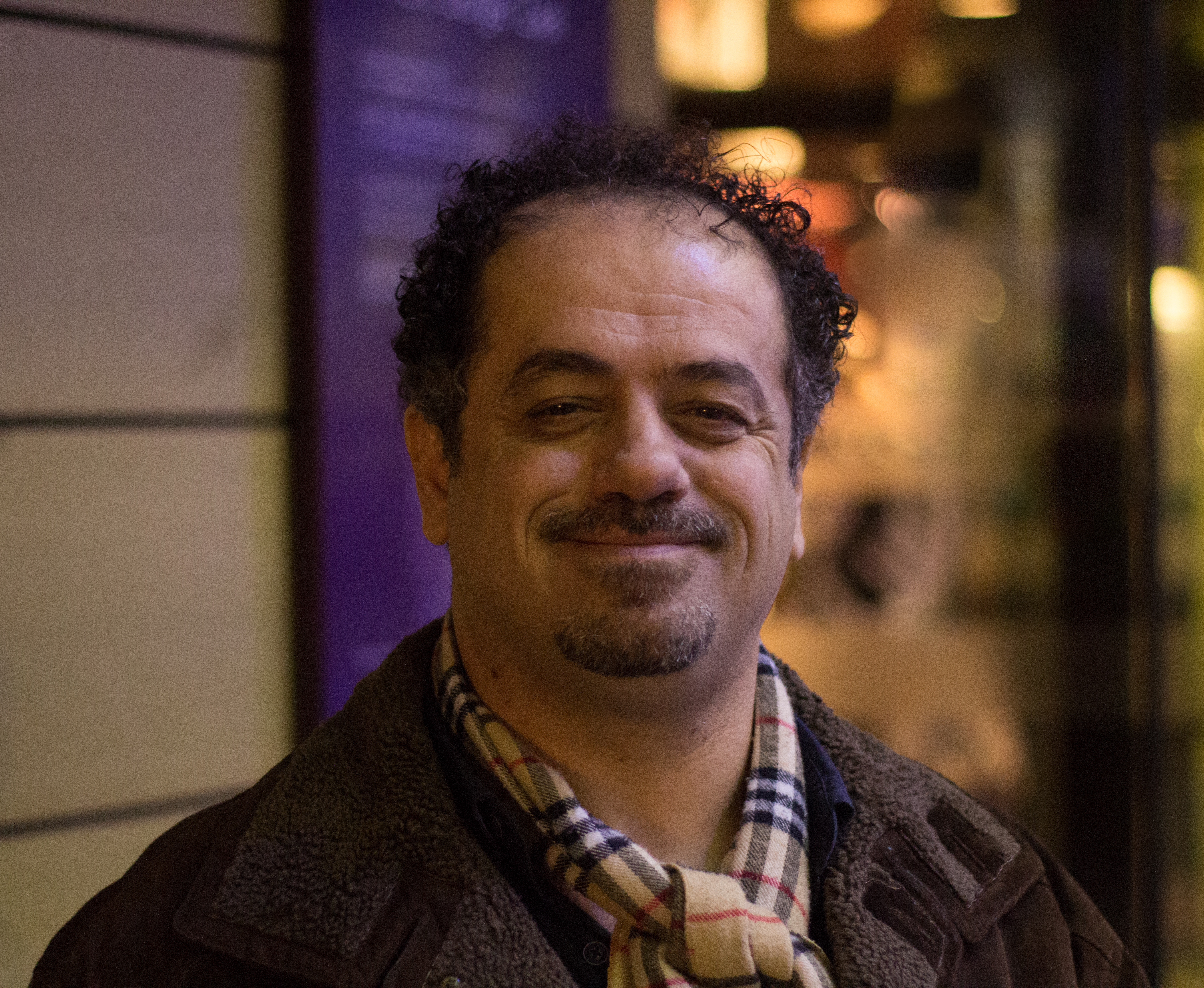
Ali Sammoury a l'IFFR, on promocionava la pel·lícula

- Darine Hamze com a Loubna
- Rodrigue Sleiman com a Abou Ahmad
- Zeinab Khadra com a Batoul
- Hussein Mokadem com a Mokhtar
- Mirna Moukarzel com a Awatef
- Ali Sammoury com a Salim